# Sybra basialbofasciata
Sybra basialbofasciata är en skalbaggsart som beskrevs av Hayashi 1972. Sybra basialbofasciata ingår i släktet Sybra och familjen långhorningar. Inga underarter finns listade i Catalogue of Life.